# Tarnogórki
Tarnogórki /tarnɔˈɡurki/ (en alemán: Stephanshöhe) es un asentamiento ubicado en el distrito administrativo de Gmina Widuchowa, dentro de Condado de Gryfino, Voivodato de Pomerania Occidental, en el norte de Polonia occidental, cercano a la frontera. Se encuentra aproximadamente a 9 kilómetros al este de Widuchowa, a 13 kilómetros al sur de Gryfino, y a 32 kilómetros al sur de la capital regional Szczecin.
Antes de 1945, el área fue parte de Alemania. Para la historia de la región, vea Historia de Pomerania.